# Lilo és Stitch 2. – Csillagkutyabaj
A Lilo és Stitch 2. – Csillagkutyabaj (eredeti cím: Lilo & Stitch 2: Stitch Has a Glitch) 2005-ben megjelent amerikai 2D-s számítógépes animációs film, amely a Lilo és Stitch – A csillagkutya című animációs film folytatása. Az animációs játékfilm rendezői Michael LaBash és Tony Leondis, producere Christopher Chase. A forgatókönyvet Michael LaBash, Tony Leondis, Eddie Guzelian és Alexa Junge írta, a zenéjét Joel McNeely szerezte. A videofilm a Walt Disney Pictures és a DisneyToon Studios gyártásában készült, a Walt Disney Home Entertainment forgalmazásában jelent meg. Műfaja sci-fi elemeket felvonultató drámai filmvígjáték.
Amerikában 2005. augusztus 30-án, Magyarországon 2005. szeptember 27-én adták ki DVD-n és VHS-en.

## Szereplők
További magyar hangok: Barczikay Eszter, Bolla Róbert, Bor Anna Luca, Csonka Anikó, Dénes Viktor, Gardi Tamás, Grúber Zita, Haagen Imre, Juhász Zoltán, Katona Ági, Maday Gábor, Nyírő Eszter, Presits Tamás, Téglás Judit

## Betétdalok
- Hawaiian Rollercoaster Ride
- Stop Look and Listen Baby (előadja: Elvis Presley)
- I Need Your Love Tonight (előadja: Elvis Presley)
- A Little Less Conversation (előadja: Elvis Presley & Junkie XL)
- I Will Love You Always (előadja: Mark Keali'i Ho'omalu, Dennis Kamakahi, David Kamakahi, Hayley Westenra és Johnson Enos)

## Televíziós megjelenések
Paramount Channel 

RTL Klub 